# Rob van Dijk (musicus)

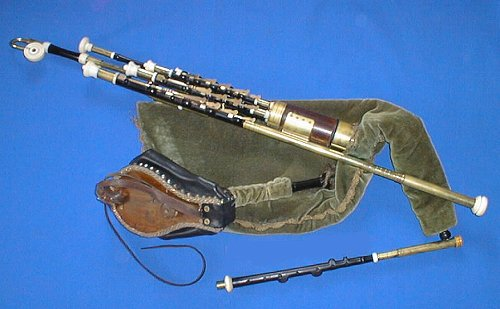
Uilleann Pipes

Rob van Dijk, artiestennaam The Scholar (Amsterdam, 15 augustus 1950) is een Nederlands musicus en Uilleann Piper.

## Loopbaan
Van Dijk is in Nederland vanaf 1966 actief in de muziek. Hij was vanaf 1977 een van de eerste uilleann pipers. In de periode 1970 tot 1981 was hij lid van een groot aantal folkgroepen. Hierin zong hij en speelde tevens tenor banjo, fiddle, tin whistle, gitaar en mandoline. In 1987 richtte hij samen met andere musici de Nederlandse Vereniging van uillean pipes, NVUP, op waarvan hij zelf tot 1993 deel uit zou maken van het bestuur. Als musicus heeft hij op vele albums samengewerkt met mensen uit de Nederlandse muziekwereld zoals The Buffoons en de tekstschrijver Lennaert Nijgh.
Van Dijk bezoekt vaak Ierland, onder andere in 1979 toen hij op de Willie Clancy Summer School in Milltown Malbay verdere techniek lessen volgde voor de uilleann pipes. In 1986 en 1987 keerde hij wederom terug naar Ierland om daar te musiceren en speelde onder meer samen met de bekende pipers Tommy Reck, Sean Talty, Neillidh Mulligan en Mick O'Brien. In 1986 trad hij ook een paar avonden op met John Kelly die hem aan Andy Conroy voorstelde.

## Auteur en opnames
Van Dijk is auteur van tientallen artikelen over de uilleann pipes in Ierland (An Piobaire, Ceol na hÉireann) en Nederland (o.a. de Weergever). Hij is geregeld te gast geweest bij live uitzendingen van de VPRO (Muziek terwijl u slaapt, Ongehoord, Café Sonore) en heeft ook voor de Ierse nationale radio opgetreden. In 2007 is in eigen beheer een solo CD verschenen, getiteld Crystal Veil, waarop tien van zijn eigen songs en tien stukken op de uilleann pipes te horen zijn. Van Dijks eerste, eigen cd Crystal Veil is doorspekt met traditionele Ierse zang en klank.
In 2008 mocht hij zijn eigen liedjes opnemen in een studio, als cadeau van de Universiteit Twente waar hij toen vijfentwintig jaar in dienst was.
Als singer-songwriter begeleidt hij zichzelf sinds 1967 op een twaalfsnarige gitaar in een stijl waarin invloeden van Ralph McTell en Al O'Donnell te horen zijn. Hij treedt tegenwoordig vooral als solospeler op.

## Lid van de folkgroepen
- Dumptruck (1970-1973),
- United Whiskey Cie (1974-1975),
- O'Meol and O'Diog (1976-1978),
- An Preachan (1977-1979),
- Curragh (1986-1993).

## Discografie
- Storm to the east (LP), Piers Hayman & John Kuiper (1980)
- Fred Piek (LP), Fred Piek (1981)
- Een kleintje folk uit Amsterdam (LP, 1982), drie tracks in een trio met Wouter Kaal en Bob Diehl, fiddler van "Canny Fettle"
- Jump Dance (CD), Terry Gordon (1999), duet met Rob Neijenhuis (fiddle)
- Christmas all over the world (CD), The Buffoons (2005)
- Crystal Veil (solo CD, 2007)